# Kyrkogårdsgatan

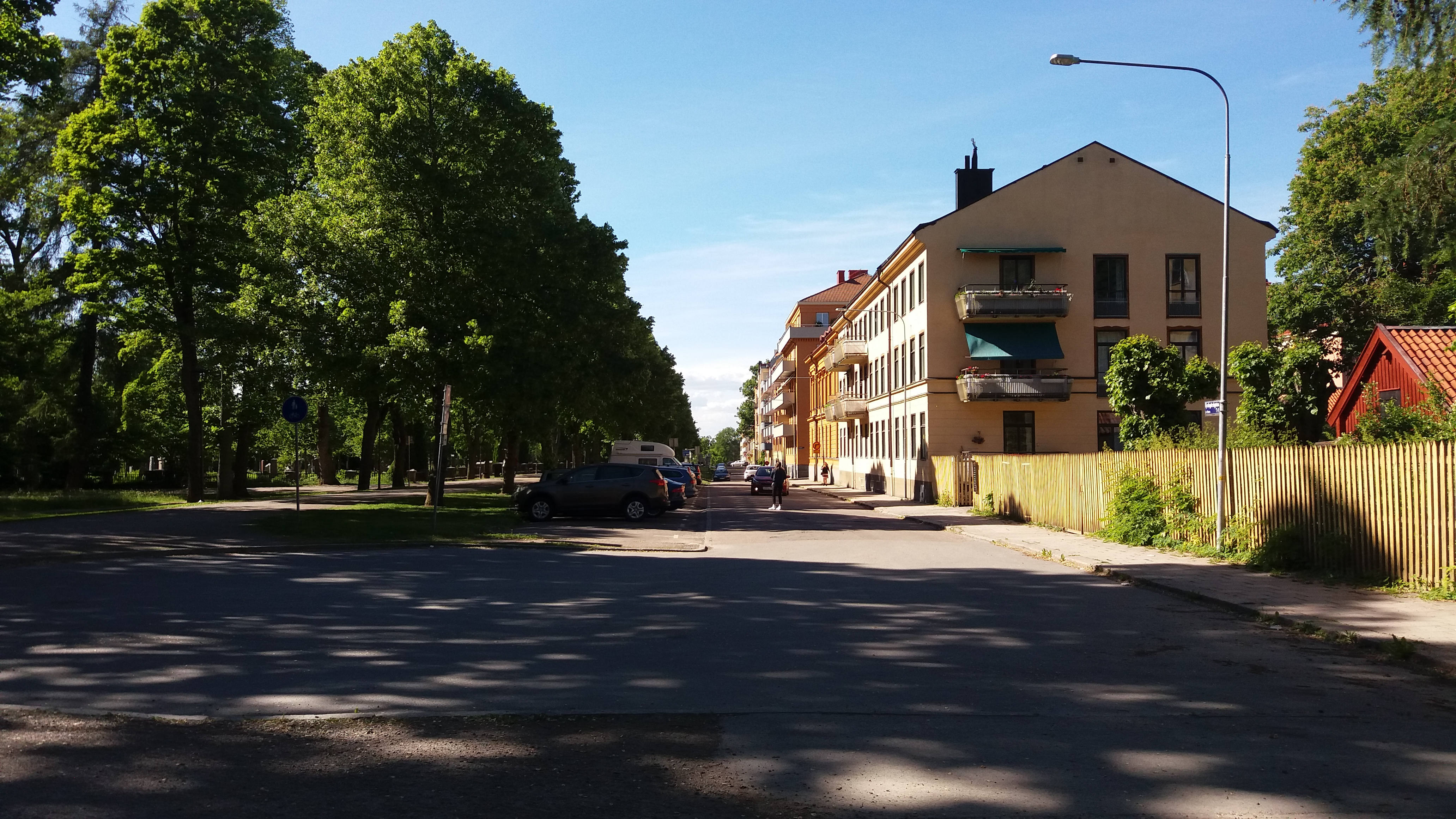
Kyrkogårdsgatan

Kyrkogårdsgatan är en gata i Uppsala i Sverige. Gatan sträcker sig en dryg kilometer från Tegnérparken i nordväst till Engelska parken bakom Carolina Rediviva i sydost. Den ansluts i nordväst till Börjegatan. Gatan har fått sitt namn från Uppsala gamla kyrkogård som ligger längs gatans sydvästra sida.
Kyrkogårdsgatan bildade tillsammans med Skolgatan, Kungsgatan och Strandbodgatan  gränsen för den stadskvadrat som utgjorde staden från och med stadsplanen 1643 fram till slutet av 1800-talet. Längs dessa gränsgator byggdes en sammanhängande rad av sädeslador som utgjorde stadens gränser gentemot den kringliggande landsbygden. På kartor från 1600- och 1700-talet refereras därför samtliga av dessa stadsgränsgator till som Ladugatan. 1793 slutade man använda gravplatserna i staden. Istället började man använda hospitalets gamla fattigkyrkogård vid änden av Sankt Olofsgatan. Denna blev snart för liten för ändamålet och utvidgades därför runt 1810 till dagens Gamla kyrkogården, efter vilken Kyrkogårdsgatan har fått sitt nuvarande namn.

## Byggnader och platser längs Kyrkogårdsgatan
- Tegnérparken
- Hedströmska Kilen
- Ekonomikum
- Vasaparken
- Katedralskolan
- Observatorieparken
- Uppsala gamla kyrkogård
- Engelska parken
- Carolina Rediviva